# Zeal Onyia
Zeal Onyia (* 1934; † 29. April 2000) war ein nigerianischer Trompeter und Bandleader des Jazz und des Highlife.

## Leben und Wirken
Zeal Onyia begann in den späten 1940er Jahren noch während seiner Schulzeit in Lagos, in Bobby Bensons legendärem Jam Session Orchestra zu spielen. 1954, während einer Tournee nach Ghana, verließ er die Band in Accra, wo er mit Spike Anyankor die Rhythm Aces Band gründete und mit E. T. Mensah in der Band The Tempos arbeitete. 1955 zog er aus Ausbildungsgründen nach London, wo er Traditional Jazz spielte, bevor er mit den West African Rhythm Brothers von Ambrose Campbell arbeitete. Nach seiner Rückkehr nach Nigeria 1957 gründete er ein eigenes Orchester, spielte aber auch mit Eddie Okonta und leitete 1960 mit Victor Olaiya die Nigerian All Star Band, bevor er 1962 die Afro Jazz Band gründete.
Onyia hatte Hits wie Egwu Jazz bu Egwu Igbo (1958), Vicky yem Afum'u'o, Dibia A'buro Chukwu und Odiasi, die von Decca West Africa Records veröffentlicht wurden. 1961 begegnete er dem Trompeter Louis Armstrong bei dessen Tour durch Nigeria und blieb mit ihm bis zu dessen Tod 1971 befreundet.
Obgleich er dann vor allem als Gewerkschafter aktiv war, wurde er in Westafrika zu einem der populärsten Trompeter der Highlife-Ära der 1960er und 1970er Jahre. 1964 veröffentlichte er die Single Money Trouble - Lumumba, gewidmet dem 1961 ermordeten Patrice Lumumba. 1966 reiste er ein weiteres Mal nach Europa, um bei Adolf Scherbaum klassische Trompete zu studieren.
In den 1970er Jahren machte Onyia eine Reise in die Vereinigten Staaten, wo er mit Freddie Hubbard spielte. 1977 veröffentlichte er sein Album Zeal Onyia Returns. Von 1977 bis 1984 hatte er eine Anstellung als Musikchef der Auslandsabteilung der Nigerian Broadcasting Corporation.

## Diskographische Hinweise
- Zeals Message (Philips; 1976)
- Zeal Rides Again (Tabanasi)